# Afonso Cláudio (gemeente)
Afonso Cláudio is een gemeente in de Braziliaanse deelstaat Espírito Santo. Afonso Cláudio ligt op 150 kilometer afstand van de hoofdstad Vitória van deze staat.

## Gegevens

### Demografie
De bevolking van Afonso Cláudio bestaat voor 49,0% uit vrouwen en voor 51,0% uit mannen. De leeftijdsopbouw is als volgt:
Van de bevolking woont 44,9% in urbaan gebied, en 55,1% in ruraal gebied.

### Onderwijs
Van de bevolking is 17,3% analfabeet.

## Verkeer en vervoer
De plaats ligt aan de wegen BR-484, ES-165, ES-264 en ES-484.